# Femi Benussi
Femi Benussi (Eufemia Benussi, n. Rovinj, 4 de marzo de 1945) es una actriz italiana. 

## Biografía
Benussi nació en Rovigno, Italia (ahora Rovinj, Croacia). Debutó en el escenario del Teatro del Pueblo de Fiume, y luego se trasladó a Roma e hizo su debut en el cine a los 19 años en Il boia scarlatto, con el nombre artístico Femy Martin.
Era principalmente activo en el cine de género, y en el setenta se convirtió en una estrella de la comedia sexual .

## Filmografía seleccionada
- 1966: Pajaritos y pajarracos
- 1966: Una doncella para un gran señor
- 1967: Un hombre vino a matar
- 1968: Homicidio por vocación
- 1968: La espada del Zorro
- 1968: Samoa, la reina de la selva
- 1968: Réquiem para el gringo
- 1969: Un hacha para la luna de miel
- 1969: Tarzana, sesso selvaggio
- 1970: Los tres supermen en la selva
- 1971: Homo Eroticus
- 1972: Nuestro hombre de Milán
- 1973: Cuando el amor es sólo sexo
- 1973: El diablo en el convento
- 1973: La chica de Via Condotti
- 1974: El doméstico
- 1974: El karate, el Colt y el impostor
- 1974: Deseo carnal
- 1975: Lecciones privadas
- 1975: Desnuda ante el asesino
- 1975: Revelaciones de un maníaco sexual (Tan dulce, tan muerta)
- 1975: La sombra del asesino
- 1975: Desafío a la ciudad
- 1975: La sanguisuga conduce la danza
- 1975: Enfermera de noche
- 1976: Batton Story